# Габріель Аріас
Габріель Аріас (ісп. Gabriel Arias; нар. 13 вересня 1987, Неукен) — аргентинський і чилійський футболіст, воротар клубу «Расінг» (Авельянеда) і національної збірної Чилі.

## Клубна кар'єра
Народився 13 вересня 1987 року в місті Неукен. Вихованець юнацьких команд футбольних клубів «Індепендьєнте» та «Олімпо». У дорослому футболі дебютував 2009 року виступами за головну команду останнього, де протягом трьох років був резервним голкіпером.
2012 року перейшов до лав команди «Дефенса і Хустісія», в якій поступово став основним воротарем.
Частину 2018 року провів у чилійському «Уніон Ла-Калера», після чого перейшов до «Расінга» (Авельянеда), у складі якого в сезоні 2018/19 став чемпіоном Аргентини.

## Виступи за збірну
Маючи чилійське коріння за материнською лінією, 2018 року прийняв пропозицію захищати на рівні збірних кольори Чилі і того ж року дебютував в офіційних матчах у складі національної збірної країни.
Наступного року поїхав із командою на Кубок Америки 2019 до Бразилії, де за відсутності травмованого Клаудіо Браво був основним голкіпером збірної і допоміг їй здобути четверте місце. За два роки був у складі чилійців учасником Кубка Америки 2021, проте вже як один з резервістів Браво.
| Дата      | Місто            | Господарі      | Результат          | Гості   | Турнір                                 | Голи | Примітки |
| --------- | ---------------- | -------------- | ------------------ | ------- | -------------------------------------- | ---- | -------- |
| 4-6-2018  | Ґрац             | Сербія         | 0 – 1              | Чилі    | товариський матч                       | -    |          |
| 8-6-2018  | Познань          | Польща         | 2 – 2              | Чилі    | товариський матч                       | -2   |          |
| 11-9-2018 | Сувон            | Південна Корея | 0 – 0              | Чилі    | товариський матч                       | -    |          |
| 23-3-2019 | Сан-Дієго        | Мексика        | 3 – 1              | Чилі    | товариський матч                       | -3   |          |
| 27-3-2019 | Х'юстон          | США            | 1 – 1              | Чилі    | товариський матч                       | -1   |          |
| 6-6-2019  | Ла-Серена (Чилі) | Чилі           | 2 – 1              | Гаїті   | товариський матч                       | -    | 46'      |
| 18-6-2019 | Сан-Паулу        | Японія         | 0 – 4              | Чилі    | Копа Америка 2019 - 1-й етап           | -    |          |
| 21-6-2019 | Сальвадор        | Еквадор        | 1 – 2              | Чилі    | Копа Америка 2019 - 1-й етап           | -1   | 44'      |
| 24-6-2019 | Ріо-де-Жанейро   | Чилі           | 0 – 1              | Уругвай | Копа Америка 2019 - 1-й етап           | -1   |          |
| 29-6-2016 | Сан-Паулу        | Колумбія       | 0 – 0 (4 – 5 п.п.) | Чилі    | Копа Америка 2019 - чвертьфінал        | -    |          |
| 3-7-2019  | Порту-Алегрі     | Чилі           | 0 – 3              | Перу    | Копа Америка 2019 - півфінал           | -3   |          |
| 6-7-2019  | Сан-Паулу        | Аргентина      | 2 – 1              | Чилі    | Копа Америка 2019 - матч за 3-тє місце | -2   |          |
| 8-10-2020 | Монтевідео       | Уругвай        | 2 – 1              | Чилі    | Відбір до ЧС 2022                      | -2   |          |
| Усього    |                  | Матчів         | 13                 |         | Голів                                  | -15  |          |

## Титули і досягнення
- Чемпіон Аргентини (1):

«Расінг»: 2018–2019
- Володар Південноамериканського кубка (1):

«Расінг»: 2024
- Переможець Рекопи Південної Америки (1):

«Расінг»: 2025